# Pravda la Survireuse
« Pravda » redirige ici. Pour les autres significations, voir Pravda (homonymie).
Pravda la Survireuse est une bande dessinée expérimentale réalisée à Paris par l'artiste belge Guy Peellaert, prépubliée en 12 épisodes de janvier à décembre 1967 dans les pages du mensuel Hara-Kiri, puis éditée sous forme d'album par Éric Losfeld en 1968. Elle s'inscrit dans le prolongement des Aventures de Jodelle publiées en 1966, les deux œuvres constituant les repères fondamentaux de la période pop de l'artiste.
Le personnage de Pravda, allégorie de la quête de « vérité », d'émancipation et de transcendance caractérisant la jeunesse occidentale des années 1960, accompagne l'émergence de la culture rock et l'essor de l'individualisme. Peellaert s'approprie le visage anguleux et le corps longiligne de la chanteuse Françoise Hardy et fait évoluer son héroïne dans une ville-monde onirique contaminée par les signes de la société de consommation et du spectacle. Libre et solitaire, Pravda parcourt ce monde dystopique perchée sur une moto rugissante qui se transforme en panthère noire au gré des aventures. En perpétuel décalage avec son environnement, elle provoque la fascination, le désir et le chaos partout où elle passe[réf. souhaitée].
À travers cette œuvre radicale, indissociable du regard critique propre au pop art, Peellaert se confronte aux grands mythes et aux utopies de son époque et affirme sa propre ambiguïté à l'égard de la société de consommation, entre fascination et contestation. De son propre aveu, le personnage de Pravda est un alter-ego de l'artiste, fortement suggéré par l'influence des psychotropes que ce dernier consomme alors à des fins expérimentales.
Connaissant un succès immédiat dans la France d'avant Mai 1968, puis à travers l'Europe, Pravda la Survireuse devint un symbole de la révolution sexuelle dans la bande dessinée, mais son héroïne dépassa très largement ces origines pour devenir une figure iconique du pop art et de la contre-culture, inspirant de nombreux créateurs dans des domaines d'expression aussi variés que le cinéma, la mode, la musique ou les arts vivants.